# Archidiecezja Abudży
Archidiecezja Abudży (łac. Archidiœcesis Abugensis) – diecezja rzymskokatolicka  w Nigerii, z siedzibą w Abudży. Powstała w 1981 jako misja sui iuris. Diecezja od 1989, archidiecezja od 1994.

## Główne świątynie
- Prokatedra: Prokatedra Matki Bożej Królowej Nigerii

## Biskupi diecezjalni
- Superiorzy misji
  - kard. Dominic Ignatius Ekandem (1981 – 1989)
- Biskupi diecezjalni
  - kard. Dominic Ignatius Ekandem (1989 – 1992)
  - Bp John Onaiyekan (1992 – 1994)
- Metropolici
  - kard. John Onaiyekan (1994 – 2019)
  - Abp Ignatius Kaigama (od 2019)